# Changua
La changua est une soupe chaude à l'œuf poché consommée dans l'altiplano cundiboyacense, autour de Bogota pour le petit déjeuner. 
Prononcer le u «ou».

## Étymologie
L'origine serait les mots sie, sisque (eau, eau chaude) et nygua variantes vigua ou bigua (sel) en langue éteinte muisca des indiens Chibcha qui vivent dans la région de Bogota.

## Bouillon au lait et œuf poché
Il s'agit d'une soupe à l'œuf poché. Le bouillon salé est fait de 50% eau 50% lait, un peu de beurre, cuits doucement avec du vert d'oignon et une tige de coriandre qui sont retirés avant pochage des œufs. Du vert d'oignon ciselé et de la coriandre sont à nouveau ajoutés lors du service, dans un bol, et souvent on y trempe du pain. 

## Encrage culturel
La changua est une soupe populaire et traditionnelle, on dit que Gabriel García Márquez mangeait de la changua quand il a appris qu'il avait le prix Nobel. Elle est importante dans la gastronomie colombienne.
Son origine relève d'influences espagnoles, les principaux ingrédients ne sont pas locaux (lait, œufs, coriandre, oignon). Il existe dans la cuisine espagnole la Sopa de cebolla y leche (sans coriandre) avec une version au blanc l'œuf (Sopa de cebollitas blancas), ou au jaune d'œuf (Sopa con cebollitas y leche). Le potage de habas (aux haricots) se fait aux œufs pochés et condimenté de coriandre. 
«Certaines plantes aromatiques européennes et méditerranéennes sont aujourd'hui peut-être beaucoup plus cultivées ou utilisées dans la cuisine latino-américaine que dans la cuisine espagnole (par exemple la coriandre et le romarin) » écrit Cultures Marginalisée 1492 de la FAO. 